# 卞視援
卞視援（ピョン・シウォン、朝鮮語: 변시원、1993年4月1日 - ）は、大韓民国の慶尚南道昌原市出身のプロ野球選手（投手）。改名前の名前は「卞珍洙（ビョン・ジンス、변진수）」だった。

## 経歴

### アマチュア時代
冲岩高等学校時代は5試合連続完投という大記録をたてる、慶南高のエースである韓賢熙に投げ勝つなど、輝かしい成績を残した。

### 斗山時代
2012年に斗山ベアーズから指名され入団。同年はブルペンの即戦力として31試合に登板して31.2イニングを投げて4勝1セーブ、2ホールド、平均自責点1点台を記録してチームのブルペン陣に厚みを持たせた。同年のロッテ・ジャイアンツとの準プレーオフ4回戦で1.2イニング無失点好投を広げてポストシーズンに強みを見せた。
また同年は6月24日のハンファ・イーグルス戦では10回表にプロ入り初となる打者としての出場を果たした。結果は2アウトランナー2塁から馬一英の前にショートゴロだった。
2013年はポストシーズンで4.1イニング無失点好投をしてチームが韓国シリーズに進出することに大きく貢献した。 特にネクセン・ヒーローズとの準プレーオフ3回戦では救援で登板。姜正浩と文宇藍を連続三振で処理した後に次の回で6打者連続凡打処理する好投を見せた。彼の好投に力づけられた斗山ベアーズは李沅錫のサヨナラ安打で準プレーオフ3回戦で勝利した。
2014年以降は振るわず、これといった成績を残せなかった。
2016年に警察野球団に入団。
2017年オフに除隊され斗山に復帰した。
2019年は一度も一軍出場することはなかった。さらに2019年は二軍でも出場機会は少なくなり、わずか10試合にしか出場できなかった。

### 起亜時代
2019年オフの余剰戦力を対象とした2次ドラフトで起亜タイガースから指名を受け斗山から移籍した。
2020年1月、現在の名前に改名。
だが起亜時代の一軍登板は2年間で5試合にとどまり、2021年10月29日にウェーバー公示され、11月5日に自由契約選手となった。

### キウム時代
2022年は無所属で、2023年シーズンからキウム・ヒーローズと契約した。
同年は4試合しか出場できず、10月16日に李榮浚、洪成民らとともにキウムからウェーバー公示され、10月23日、自由契約選手となった。

## プレースタイル
ストレート、チェンジアップ、スローカーブ、スライダーを駆使する下手投げ。

## 詳細情報

### 年度別投手成績
| 年 度    | 球 団    | 登 板 | 先 発 | 完 投 | 完 封 | 無 四 球 | 勝 利 | 敗 戦 | セ 丨 ブ | ホ 丨 ル ド | 勝 率 | 打 者 | 投 球 回 | 被 安 打 | 被 本 塁 打 | 与 四 球 | 敬 遠 | 与 死 球 | 奪 三 振 | 暴 投 | ボ 丨 ク | 失 点 | 自 責 点 | 防 御 率 | W H I P |
| -------- | -------- | ----- | ----- | ----- | ----- | -------- | ----- | ----- | -------- | ----------- | ----- | ----- | -------- | -------- | ----------- | -------- | ----- | -------- | -------- | ----- | -------- | ----- | -------- | -------- | ------- |
| 2012     | 斗山     | 31    | 0     | 0     | 0     | 0        | 4     | 0     | 1        | 2           | 1.000 | 118   | 31.2     | 15       | 0           | 11       | 1     | 3        | 18       | 1     | 0        | 6     | 6        | 1.71     | 0.82    |
| 2013     | 斗山     | 38    | 0     | 0     | 0     | 0        | 2     | 1     | 0        | 6           | .667  | 170   | 38.1     | 37       | 2           | 19       | 0     | 8        | 20       | 2     | 0        | 20    | 21       | 4.70     | 1.46    |
| 2014     | 斗山     | 31    | 0     | 0     | 0     | 0        | 0     | 0     | 0        | 3           | ----  | 141   | 33.2     | 35       | 3           | 10       | 0     | 4        | 29       | 1     | 1        | 19    | 21       | 5.08     | 1.34    |
| 2015     | 斗山     | 1     | 0     | 0     | 0     | 0        | 1     | 0     | 0        | 0           | 1.000 | 9     | 1.2      | 1        | 0           | 3        | 0     | 1        | 1        | 2     | 0        | 2     | 2        | 10.80    | 2.40    |
| 2018     | 斗山     | 10    | 0     | 0     | 0     | 0        | 0     | 0     | 0        | 0           | ----  | 52    | 10.2     | 16       | 2           | 2        | 0     | 4        | 8        | 0     | 1        | 12    | 12       | 10.13    | 1.69    |
| 2020     | KIA      | 4     | 0     | 0     | 0     | 0        | 1     | 0     | 0        | 0           | 1.000 | 25    | 5.0      | 8        | 0           | 3        | 0     | 0        | 1        | 0     | 0        | 2     | 4        | 3.60     | 2.20    |
| 2021     | KIA      | 1     | 0     | 0     | 0     | 0        | 0     | 0     | 0        | 0           | ----  | 7     | 0.2      | 1        | 0           | 3        | 0     | 1        | 0        | 0     | 0        | 2     | 2        | 27.00    | 6.00    |
| 2023     | キウム   | 4     | 0     | 0     | 0     | 0        | 0     | 0     | 0        | 0           | ----  | 19    | 2.1      | 6        | 1           | 4        | 0     | 2        | 2        | 0     | 0        | 11    | 11       | 42.43    | 4.29    |
| KBO：8年 | KBO：8年 | 120   | 0     | 0     | 0     | 0        | 8     | 1     | 1        | 11          | .889  | 541   | 124.0    | 119      | 8           | 55       | 1     | 23       | 79       | 6     | 2        | 74    | 79       | 5.37     | 1.40    |

### 背番号
- 63 （2012年 - 2015年、2019年、2021年）
- 17 （2018年）
- 48 （2020年）
- 66 （2023年）

### 代表歴
- 2011年AAAアジア野球選手権大会韓国代表